# NGC 5692
NGC 5692 é uma galáxia espiral (S?) localizada na direcção da constelação de Virgo. Possui uma declinação de +03° 24' 36" e uma ascensão recta de 14 horas, 38 minutos e 18,0 segundos.
A galáxia NGC 5692 foi descoberta em 13 de Maio de 1883 por Édouard Jean-Marie Stephan.